# Aage Larsen
Aage Larsen er en tidligere dansk atlet. Han var medlem af Københavns IF.

## Danske mesterskaber
- Sølv 1938 Trespring 13,17